# Andrei-Iulian Drancă
Andrei-Iulian Drancă (n. 12 iulie 1984, Manoleasa, România) este un deputat român, ales în 2020 din partea USR. 